# Auzers
Auzers é uma comuna francesa na região administrativa de Auvérnia-Ródano-Alpes, no departamento de Cantal. Estende-se por uma área de 19,38 km². Em 2010 a comuna tinha 170 habitantes (densidade: 8,8 hab./km²).